# Vila Seca (Armamar)
Vila Seca ist ein Ort und eine ehemalige Gemeinde (Freguesia) im portugiesischen Kreis Armamar. In der Gemeinde lebten 370 Einwohner (Stand 30. Juni 2011).
Am 29. September 2013 wurden die Gemeinden Vila Seca und Santo Adrião zur neuen Gemeinde União das Freguesias de Vila Seca e Santo Adrião zusammengefasst. Vila Seca ist Sitz dieser neu gebildeten Gemeinde.